# Мірний дріт
Мірний дріт — дріт, що застосовується як міра в деяких комплектах геодезичних і маркшейдерських приладів (прилад базисний, дротовий довжиномір, рулетка дротова) або самостійно. Дріт, застосовуваний в базисному приладі, виготовляється з інвару, має діаметр 1,7 мм, визначену довжину і з додатковими лінієчками на кінцях. Дріт, застосовуваний у довжиномірах, являє собою калібрований дріт діаметром 0,8 мм, робоча довжина його вимірюється в процесі виміру довжини лінії або глибини шахтного стовбура шляхом звірки її з довжиною окружності, що укладається багаторазово, мірного диска довжиноміра. Дріт, застосовуваний в рулетках і використовуваний  для виміру довжини ліній, розмічений на визначені інтервали, частки яких при необхідності вимірюють додатково.